# Colaptes
Colaptes là một chi chim trong họ Picidae.

## Hình ảnh

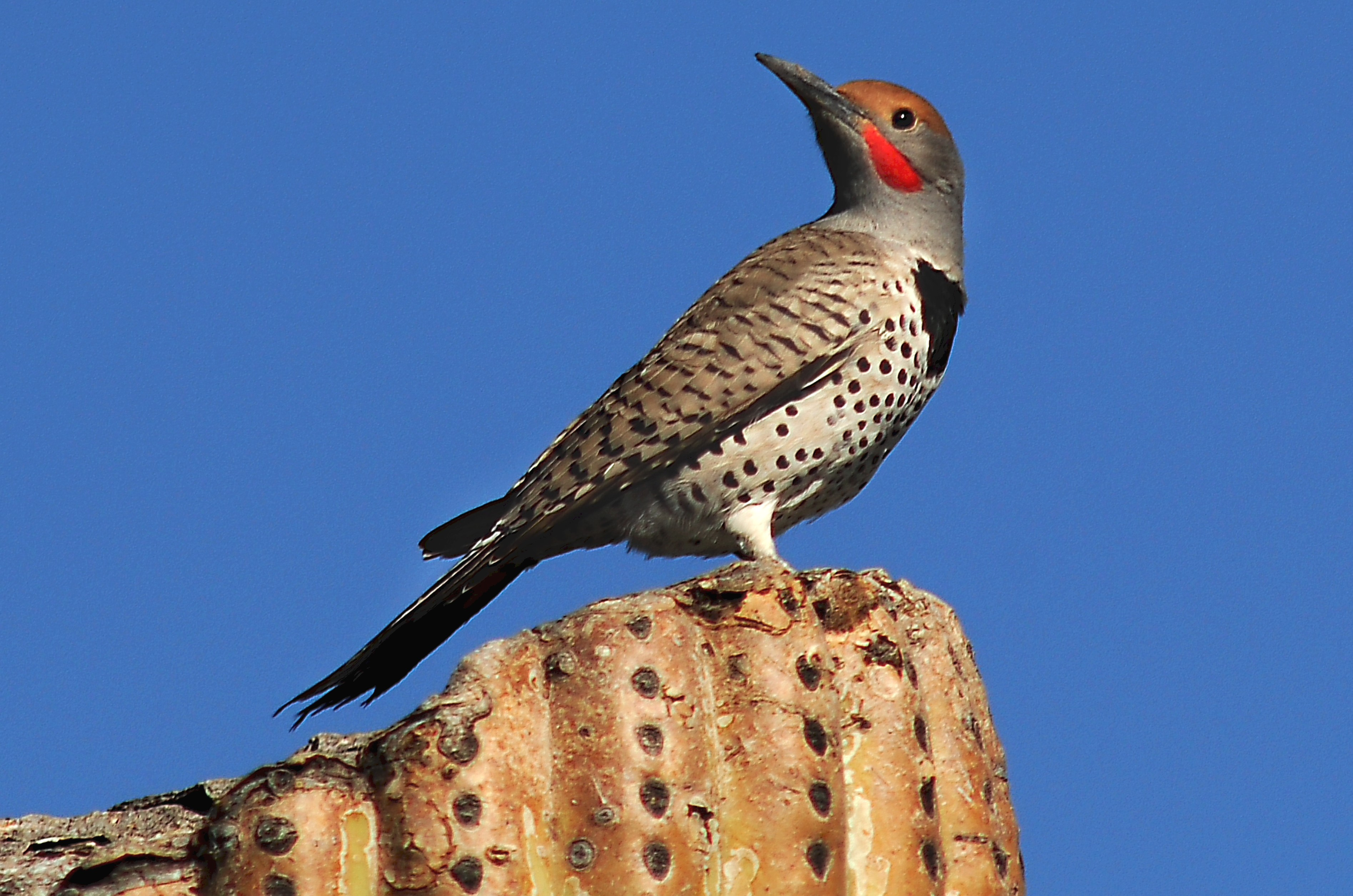
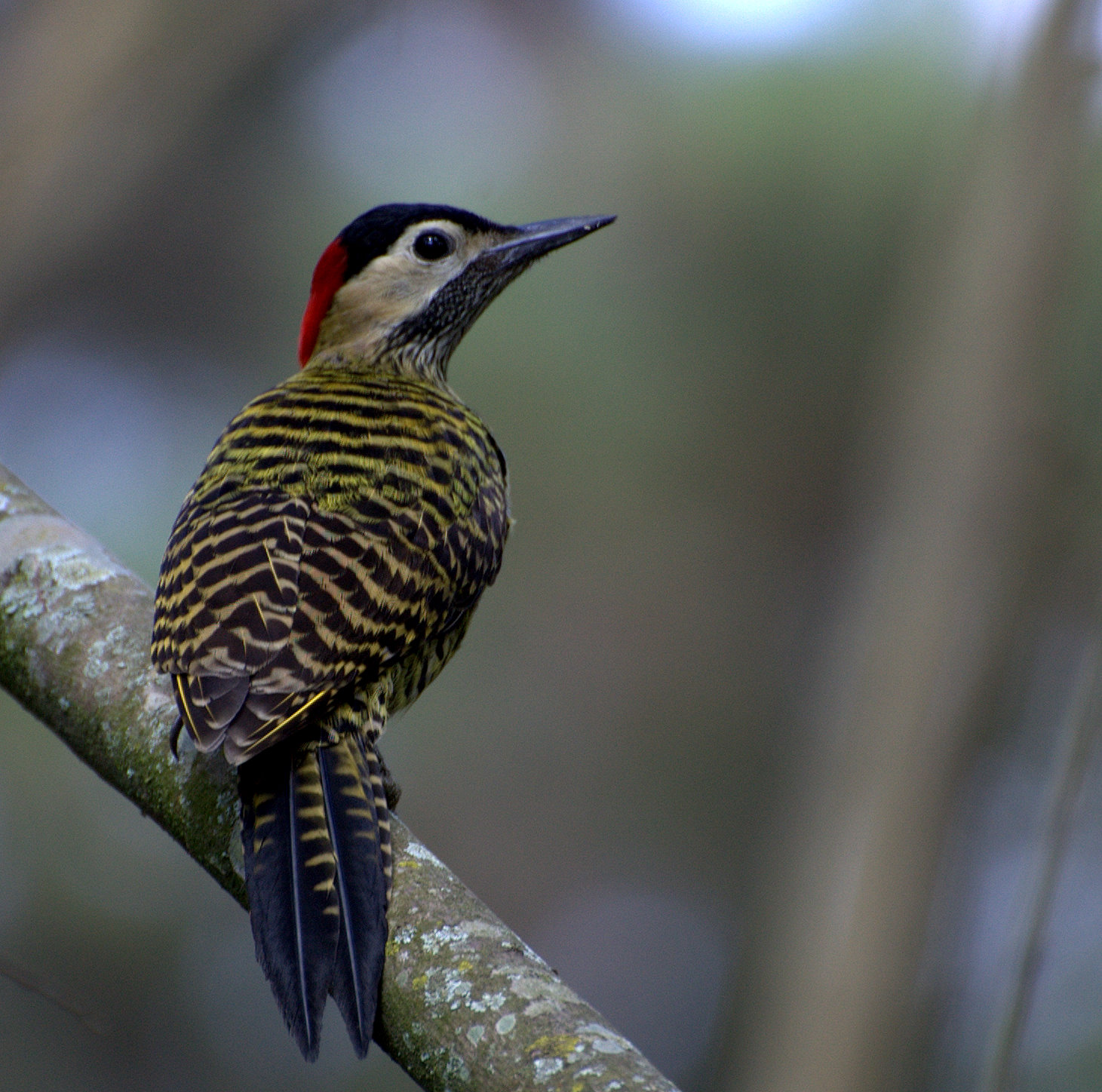
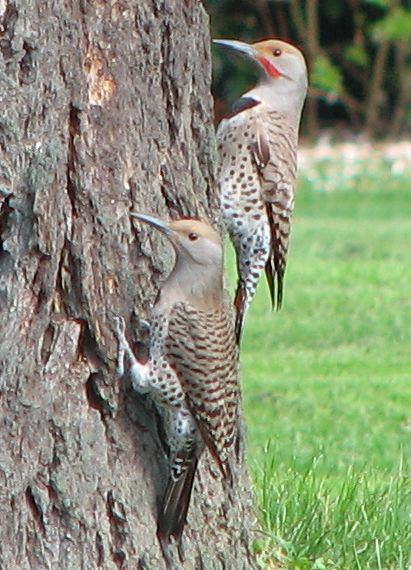
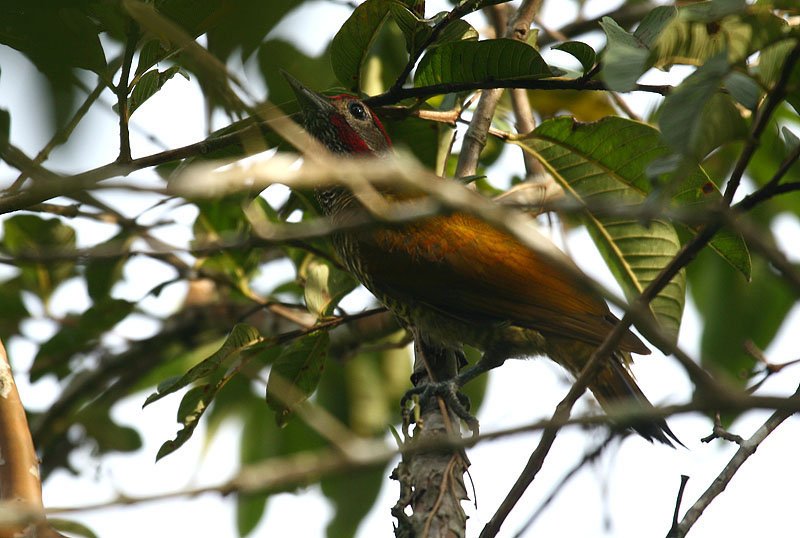
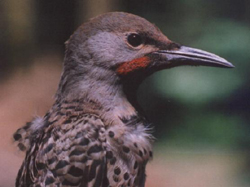
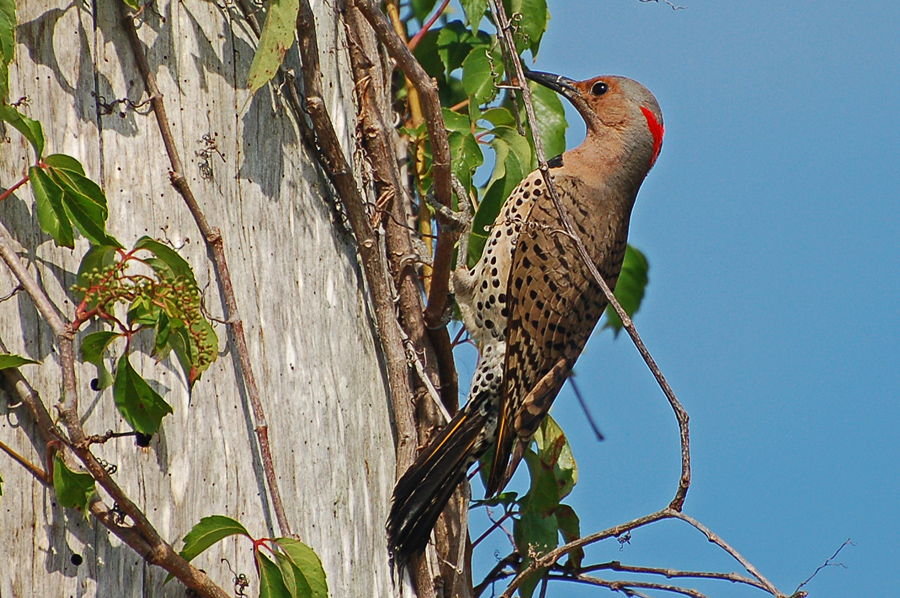

## Các loài
Chi này có 20 loài:
- Colaptes aeruginosus
- Colaptes atriceps
- Colaptes atricollis
- Colaptes auratus
- Colaptes auricularis
- Colaptes cafer
- Colaptes campestris
- Colaptes campestroides
- Colaptes chrysoides
- Colaptes cinereocapillus
- Colaptes fernandinae
- Colaptes melanochloros
- Colaptes melanolaimus
- Colaptes mexicanoides
- Colaptes oceanicus
- Colaptes pitius
- Colaptes punctigula
- Colaptes rivolii
- Colaptes rubiginosus
- Colaptes rupicola